# Beth Littleford
Elizabeth Anna Halcyon Littleford, mer känd som Beth Littleford, född 17 juli 1968 i Nashville, Tennessee, är en amerikansk skådespelerska, komiker och TV-personlighet. Hon var en av de medverkande i TV-programmet The Daily Show mellan 1996 och 2000. Hon har även synts i TV-serierna I'm in the Band (på Disney XD) och Dog With a Blog (på Disney Channel).